# 于寔
于 寔（う しょく、生年不詳 - 581年）は、中国の西魏から北周にかけての軍人。字は賓実。本貫は河南郡洛陽県。

## 経歴
于謹の子として生まれた。年少にして宇文泰の幕府に入り、潼関や迴洛城の戦いに参加した。537年、弘農の奪回に従軍し、沙苑の戦いに参加した。前後の功績で、万年県子に封ぜられ、主衣都統に任じられた。538年の河橋の戦いでは、先鋒として東魏軍を撃破した。帰還すると、内殿となり、通直散騎常侍の位を受けて、太子右衛率に転じ、都督を加えられた。543年、宇文泰の下で邙山で戦った。545年、東宮の侍講をつとめた。547年、侯景が西魏に帰順してくると、于寔は諸軍とともに侯景を救援し、九曲城を平定した。大都督に進み、儀同三司に転じ、散騎常侍の位を加えられた。548年、尚書に任じられた。宇文泰と太子元欽が西巡すると、于寔もこれに随従した。宇文泰は隴山の上で石に碑文を刻ませ、功臣の位を記録した。549年、于寔は開府儀同三司の位を受けた。まもなく滑州刺史に任じられ、爵位は公に進んだ。555年、羌の東念姐が反抗し、吐谷渾と結んで、西魏の西辺を騒がせていた。大将軍の豆盧寧が派遣されて討伐にあたったが、勝利できなかった。于寔が命令を受けておもむくと、ようやく撃破することができた。557年、北周が建国されると、民部中大夫の位を受け、爵位は延寿郡公に進んだ。大将軍に進み、敷州刺史に任じられ、小司寇となった。567年、延州で蒲川出身の郝三郎らが反抗し、丹州を攻撃すると、于寔が乱の平定にあたり、郝三郎を斬首した。そのまま延州刺史に任じられた。569年、父の燕国公の爵位を嗣ぎ、位は柱国に進んだが、罪を問われて免官された。まもなくもとの官に戻り、涼州総管に任じられた。580年、上柱国の位を加えられ、大左輔に任じられた。581年、死去した。司空の位を追贈され、諡を安といった。
子に于顗・于仲文・于象賢があった。于顗は、上開府・呉州総管・新野郡公となった。于仲文は、大将軍・延寿郡公となった。于象賢は、儀同三司となり、北周の武帝の娘の義陽公主を妻とした。

## 伝記資料
- 『周書』巻15 列伝第7
- 『北史』巻23 列伝第11